# فيدينو
فيدينو (بالروسية: Ведено) هي مدينة في جمهورية الشيشان في روسيا. ويبلغ عدد سكانها حوالي 1585 نسمة.

## أعلام
- ياسر السوادني
- حسين غاكاييف
- شامل باساييف